# الحارث بن كلدة
الحارث بن كَلَدَةَ هو الحارث بن كلدة بن عمرو بن علاج بن أبي سلمة بن عبد العزى بن غيرة بن عوف بن ثقيف الثقفي مولى أبي بكرة، طبيب عربي مشهود له ببراعته في الطب، يعرف بـ «طبيب العرب» في وقته، عاش في العصر الجاهلي وأدرك الإسلام، وكان طبيبا ماهرا عارفا بالداء والدواء، حكيما فصيحا ناصحا، ترجم له أصحاب كتب الطب، وذكره ابن منده وغيره في أسماء الصحابة إلا أنه مختلف في صحبته. أصله من ثقيف من أهل الطائف من بلاد الحجاز، سافر إلى أرض فارس، وأخذ الطب عن أهل تلك الديار من أهل جند يسابور وغيرها في الجاهلية وقبل الإسلام، وذكر ابن جلجل: إن الحارث تعلم الطب بناحية اليمن وفارس، وجاد في هذه الصناعة وطب بأرض فارس، وعالج وحصل له بذلك مال هناك، وشهد أهل بلد فارس ممن رآه بعلمه، وكان قد عالج بعض أجلائهم فبرء وأعطاه مالا وجارية سماها الحارث: «سمية»، ثم إن نفسه اشتاقت لبني بلاده فرجع إلى الطائف واشتهر طبه بين العرب. قال القفطي: «وأدرك الحارث بن كلدة الإسلام وكان رسول الله صلى الله عليه وسلم يأمر من كانت به علة أن يأتيه فيسأله عن علته».

## اسمه ونسبته
الحارث بن كَلَدَةَ و«كَلَدَة» -بفتح الكاف واللاّم والدال المهملة- مثل كلمة: «ورقة»، اسمه: الحارث بن كَلَدَة بن عمرو بن علاج بن أبي سلمة بن عبد العزى بن غيرة بن عوف بن ثقيف الثقفي، الثقفي الطائفي نسبة إلى ثقيف بالطائف من بلاد الحجاز، الطبيب نسبة إلى عمله في التطبيب، ويقال له: «طبيب العرب» بالنسبة لزمانه الذي كان فيه، ويقال له كذلك: «طبيب العرب وحكيمها»؛ لاشتهاره في زمانه بالطب وبالحكمة، ويقال له: «مولى أبي بكرة»، وأبو بكرة من فقهاء الصحابة بالبصرة، واسمه نفيع وهو مولى الحارث بن كلدة، وقيل: هو والده فنفاه فقالوا: مولاه. وللحارث بن كلدة ذكر في كتب الطب.

## تعلمه
الحارث بن كلدة الثقفي، من ثقيف ومن أهل الطائف، سافر إلى البلاد، وتعلم الطب بناحية فارس على رجل من أهل جُنْدَيْسابور، وغيرها، وذكر ابن جلجل: إن الحارث تعلم الطب بناحية اليمن وفارس، وتمرن هناك، وطب بأرض فارس، وعالج وحصل له بذلك مال، وعرف الداء والدواء، وكان يضرب العود، تعلم ذلك بفارس واليمن.
كان الحارث بن كلدة يتعلم المهارات الطبية من خلال التدريبات العملية التي كان يقوم بها، وكان يستفيد من التجارب التي يمر بها ومن تجارب الحكماء السابقين، فهو مع كونه يعالج المرضى ويصف لهم الدواء يضيف إلى ذلك إرشادات عامة يستفيد منها الناس في حياتهم، فقد أثرت عنه مقولات تعلمها في الطب، أو تناقلها الحكماء من تجارب سابقة. يذكر أنه سافر إلى البلاد، وتعلم الطب بناحية فارس على رجل من أهل جُنْدَيْسابور، وغيرها.

## عودته إلى ثقيف
كان الحارث بن كلدة يعالج في بلاد فارس، فحصل له أن عالج بعض من كانت له مكانة هناك فبرأ من مرضه فكافئة وأعطاه مالا وجارية سماها الحارث: «سمية»، ثم أن نفسه اشتاقت لبني بلاده فرجع إلى الطائف واشتهر طبه بين العرب. وقد عاد من بلاد فارس إلى بلده ثقيف بالطائف ومعه جاريته سمية التي أهديت إليه، وهي أم زياد بن أبيه الذي ألحقه معاوية بنسبه، وزياد هذا هو ابن سمية ولدته بالطائف من أبي سفيان قبل إسلامه، حيث كانوا في الجاهلية يتعرضون للجواري وقد تلد للرجل وربما حصل بعد ذلك إنكار النسب، وقد جاء الإسلام بتعاليمه التي تحرم جميع أنواع سفاح الجاهلية؛ لما فيه من اعتداء على العرض والنسب، وذكر أن سمية حملت من أبي سفيان وأنجبت زيادا، وقد كان معاوية بن أبي سفيان يميز بين الجاهلية وبين الإسلام، والإسلام يجب ما قبله، فاستلحق زيادا بإبي سفيان، أي: استلحقه معاوية بأنه أخوه، وسمي «زياد بن أبيه» أي: أنه أخ لمعاوية من جهة أبيه، وكانت سمية أمة الحارث بن كلدة قد ولدت ولدين قبل زياد هما أبو بكرة ونافع أخوه فانتسبا إلى الحارث بن كلدة وادعيا أنه وطئ مولاته سمية فولدتهما منه. وأبو بكرة الثقفي من فقهاء الصحابة بالبصرة، اسمه: نفيع بن الحارث، وقيل: نفيع بن مسروح، وأمه سمية مولاة الحارث بن كلدة، فهو أخو زياد ابن أبيه لأمه.

## عمله في التطبيب
استفاد الحارث بن كلدة من تجارب السابقين وأقوالهم في الطب ومن تنقله وتعلمه للطب وتمرنه عليه حتى أصبح بارعا في الطب عارفا بالداء والدواء متمكنا من ذلك، وكان مهتما بالطب ماهرا فيه، وعمل في مهنة الطب بأرض فارس وعالج في تلك البلاد وحصل له بذلك مال هناك، وشهد أهل بلد فارس ممن رآه بعلمه، وكان قد عالج بعض أجلائهم فبرأ وأعطاه مالا وجارية سماها الحارث: «سمية» ثم إن نفسه اشتاقت لبنى بلاده فرجع إلى الطائف واشتهر طبه بين العرب.
وقد ذكر أصحاب التراجم أن الحارث بن كلدة عالج بعض الصحابة، وروى أبو داود من طريق بن أبي نجيح عن مجاهد عن سعد بن أبي وقاص قال:«مرضت فأتانا النبي صلى الله عليه وسلم فقال: «إنك مفئود، ائت الحارث بن كلدة أخا ثقيف فإنه يتطبب فمره فليأخذ سبع تمرات فليلدك بهن»».
قال جمال الدين القفطي: «وأدرك الحارث بن كلدة الإسلام وكان رسول الله صلى الله عليه وسلم يأمر من كانت به علة أن يأتيه فيسأله عن علته». يذكر أن الملك جبر الكندي مرض فداواه الحارث فبرئ وارتحل يريد اليمن فنكس ومات. فرثته عمته كبشة.

## إدراكه زمن الإسلام
عاش الحارث بن كلدة وتعلم الطب في زمن الجاهلية وقبل الإسلام، وأدرك زمن الإسلام، وقد أورده ابن مندة وغيره في أسماء الصحابة، وذكره ابن الأثير وقال بأنه مختلف في صحبته، ويعرف الصحابي في علم مصطلح الحديث بأنه: «من رأى النبي صلى الله عليه وسلم، أو رآه النبي بعد البعثة لا قبلها..»، بشرط أن يكون الشخص مسلما وأن يموت على الإسلام، ومعنى الخلاف في الصحبة من حيث هل يقال أنه من الصحابة؟ أو أنه ليس منهم؟ وإذا ثبتت له الرؤية فهل كان عند الرؤية مسلما أم لا؟ كل ذلك موضع خلاف، وفي مثل هذا لا يصح الجزم بالصحبة قولا واحدا، كما لا يصح الجزم بنفي الصحبة قولا واحدا، فكلا الأمرين موضع احتمال يبنى على قاعدة: نفي العلم في الشهادة على فعل الغير، أي: أننا لا نعلم بحقيقة الأمر ولا نقرر في ذلك بل نكل الأمر لله فهو أعلم بحقائق الأمور. والعلماء في مثل هذا يتوقفون عن التصريح بنسبته للإسلام أو الكفر، فإيراده في أسماء الصحابة معناه احتمال كونه منهم من غير جزم بذلك، وسبب ذلك أنه لم يثبت في ذلك تصريح بإسلامه، بل إن إسلامه أو عدمه كلاهما محتمل، ومن ثم لم يصرح العلماء بإثبات إسلامه ولا بنفيه، قال ابن عبد البر عند ذكر الصحابي: الحارث بن حارث بن كلدة: «وأما أبوه الحارث بن كلدة فمات في أول الإسلام ولم يصحّ إسلامه». أي: أنه لم يثبت دليل على إسلامه، والواجب حينئذ التوقف فلا يقال هو كافر لاحتمال إسلامه، ولا يقال هو مسلم لعدم ثبوت ذلك. قال ابن الأثير: «وأما أبوه الحارث بن كلدة فمات أول الإسلام، ولم يصح إسلامه، وقد روى أن رسول الله صلى الله عليه وسلم أمر سعد بن أبي وقاص أن يأتيه ويستوصفه في مرض نزل به. فدل ذلك على أنه جائز أن يشاور أهل الكفر في الطب، إذا كانوا من أهله، وقد ذكرنا القصة في الحارث بن كلدة. أخرجه الثلاثة».
وذكر ابن حجر العسقلاني في: «الإصابة» نحو هذا، حيث ترجم له ضمن أسماء الصحابة؛ لاحتمال كونه منهم، ولم يصرح بكونه من الصحابة؛ لاحتمال ألا يكون منهم، وفي الحالين لا يحكم له بهذا أو ذاك، ولا سبيل في ذلك إلا التوقف عما خفي من الأمور، فالله أعلم بحقيقة ذلك، قال ابن حجر: وروى بن منده من طريق إسماعيل بن محمد بن سعد عن أبيه قال: «مرض سعد فعاده النبي صلى الله عليه وسلم فقال: «إني لأرجو أن يشفيك الله» ثم قال للحارث بن كلدة: «عالج سعدا مما به».. فذكر الخبر، قال ابن أبي حاتم: لا يصح إسلامه، وهذا الحديث يدل على جواز الاستعانة بأهل الذمة في الطب.
وجاء في بعض الروايات أنه أسلم ومات مسلما في خلافة عمر بن الخطاب، وأنه أكل مع أبي بكر، وأنه شهد أن أبا بكر مات مسموما.

## إسلام أهل الطائف
ذكر ابن إسحاق في «المغازي» في قصة إسلام أهل الطائف: أن الحارث بن كلدة كان حاضرا في ذلك الوقت، وأنه كان ممن تكلم من أهل الطائف، قال ابن الأثير: روى ابن إسحاق عمن لا يتهمه عن عبد الله بن مكرم عن رجل من ثقيف قال: «لما أسلم أهل الطائف تكلم نفر منهم في أولئك العبيد يعني: الذين نزلوا إلى رسول الله صلى الله عليه وسلم لما حصر الطائف فأسلموا، منهم: أبو بكرة قال: فقال رسول الله صلى الله عليه وسلم: «أولئك عتقاء الله»، وكان ممن تكلم فيهم الحارث بن كلدة». وذكر هذا ابن حجر العسقلاني في: «الإصابة» فقال: «قال ابن إسحاق في المغازي: حدثني من لا أتهم عن عبد الله بن مكرم عن رجل من ثقيف قال: لما أسلم أهل الطائف تكلم نفر منهم في أولئك العبيد يعني الذين نزلوا إلى النبي صلى الله عليه وسلم فأسلموا فأعتقهم فقال النبي صلى الله عليه وسلم أولئك عتقاء الله وكان ممن تكلم فيهم الحارث بن كلدة قال غيره وكان فيهم الأزرق مولى الحارث».
وفي بعض الروايات: أنه خرج مع النساء حينما حاصر المسلمون الطائف سنة تسع للهجرة، وفي رواية: أنه عاش إلى أيام معاوية.

## مداواة سعد بن أبي وقاص
وروى ابن إسحاق عن إسماعيل بن محمد بن سعد بن أبي وقاص عن أبيه قال: «مرض سعد وهو مع رسول الله صلى الله عليه وسلم في حجة الوداع فعاده رسول الله صلى الله عليه وسلم فقال: يا رسول الله ما أراني إلا لما بي، فقال رسول الله صلى الله عليه وسلم: «إني لأرجو أن يشفيك الله حتى يضر بك قوم وينتفع بك آخرون» ثم قال للحارث بن كلدة: «عالج سعدا مما به» فقال: والله إني لأرجو شفاءه فيما ينفعه في رحله، هل معك من هذه التمرة» العجوة«شيء؟ قال: نعم، فصنع له الفريقة: خلط له التمر بالحلبة ثم أوسعها سمنا ثم أحساها إياه فكأنما نشط من عقال» أخرجه ابن منده وأبو نعيم.
قال القفطي: قال سعد: «مرضت فأتاني النبي صلى الله عليه وسلم يعودني فوضع يده بين ثديي حتى وجدت بردها على فؤادي فقال: أنك رجل مفؤد ائت الحارث بن كلدة أخا ثقيف فإنه يتطبب فمره فليأخذ سبع ثمرات فليجأهن بنواهن وليدلك بهن رواه صدقة المروزي عن أبي عتيبة».
وروى محمد بن إسحاق عن إسماعيل بن محمد بن سعد بن أبي وقاص عن أبيه قال مرض سعد وهو مع رسول الله صلى الله عليه وسلم في حجة الوداع فعاده رسول الله فقال يا رسول الله ما أراني إلا لما بي فقال النبي صلى الله عليه وسلم إني لأرجو أن يشفيك الله حتى يضربك قوم وينتفع بك آخرون ثم قال للحارث بن كلدة عالج سعدا مما به فقال والله إني أرجو شفاءه فيما معه في رحله هل معكم من هذا الثمر العجوة شيء قالوا نعم فخلط له الثمر بالحلبة ثم أوسعها سمنا ثم أحساه إياه فكأنما أنشط من عقال.

## مما يؤثر عنه
يؤثر عن الحارث بن كلدة أقوال في الطب نقلت عن من أقواله ومن الأقوال التي نقلها عمن سبقه من الحكماء والأطباء، قال ابن حجر العسقلاني: وأخبار الحارث في الطب كثيرة منها ما حكاه الجوهري في الصحاح أن عمر سأل الحارث بن كلدة وكان طبيب العرب: ما الدواء؟ قال: الأزم يعني الحمية، ثم وجدته مرويا في غريب الحديث لإبراهيم الحربي من طريق بن أبي نجيح قال سأل عمر فذكره. وقال: وجدت له رواية روينا في الجزء التاسع من الأمالي المحاملية وفي التصحيف للعسكري من طريق شريك عن عبد الملك بن عمير عن الحارث بن كلدة: وكان أطب العرب وكان يجلس في مقنأة له فقيل له في ذلك فقال الشمس تثفل الريح وتبلى الثوب وتخرج الداء الدفين قال العسكري المقنأة بالقاف والنون الموضع الذي لا تصيبه الشمس وقوله تثفل بالمثلثة والفاء المكسورة أي: تغيره.
وفي كتاب الطب النبوي لعبد الملك بن حبيب من مرسل عروة بن الزبير عن عمر وروى داود بن رشيد عن عمرو بن معروف قال: لما احتضر الحارث اجتمع الناس إليه فقالوا أوصنا فقال: لا تتزوجوا إلا شابة ولا تأكلوا الفاكهة إلا نضيجة ولا يتعالجن أحدكم ما احتمل بدنه الداء، وعليكم بالنورة في كل شهر فإنها مذهبة للبلغم، ومن تغدى فلينم بعده ومن تعشى فليمش أربعين خطوة.
قال القفطي: «قال عبد الرحمن بن أبي بكرة قال الحارث بن كلدة وكان من أطب العرب: من سره البقاء ولا بقاء فليباكر الغداء وليخفف الرداء وليقل غشيان النساء، قال محمد بن زياد الأعرابي -وكان له في النحو واللغة- خفة الرداء: أن لا يكون عليه دين».

## قصته مع كسرى
للحارث بن كلدة قصة مشهورة مع كسرى ملك الفرس، وهي عبارة عن محاورة قصيرة دارت بينه وبين كسرى، والحارث عربي تعلم الطب في بلاد فارس وغيرها، لكنه اختص بمهارته التي اكتسبها من خلال تجاربه وتعلمه للطب، وقد كان الحارث يعالج المرضى في بلاد فارس وكان منهم أصحاب مكانة هناك، ولعل ذلك من الأسباب التي جعلته يصل إلى ملك الفرس ويتحدث إليه بعدما اشتهر عندهم بمهارته في الطب، وتذكر المصادر أنه حينما وفد على كسرى سأله ما مهنتك؟ فقال له: الطب، فقال له كسرى: فما صنع العرب بالطبيب مع جهلها وسوء أغذيتها؟ فكان في جوابه: أن العرب إن كانوا كذلك فهم أحوج إلى من يعالج جهلها ويسوس أبدانها، ثم سأله عن أمور أخرى فأجاب عنها، ولما انتهى أثنى عليه الملك وأمر بتدوين ما قال، وهذه القصة أصحاب التراجم وهي مدونة في كتبهم، قال الصفدي في ذكر هذه القصة: «ولما وفد على كسرى قال: ما صناعتك؟ قال: الطب قال: فما صنع العرب بالطبيب مع جهلها وسوء أغذيتها؟ فقال: أيها الملك إذا كانت هذه صفتها كانت أحوج إلى من يصلح جهلها ويسوس أبدانها، فإن العاقل يعرف ذلك من نفسه ويحترز من الأدواء بحسن سياسته، قال فما تحمد من أخلاق العرب؟ قال أنفسّ سخية، وقلوب جريّة، ولغة فصيحة، وأنساب صحيحة. فأمرء بالجلوس فجلس، وقال: ما الداء؟ قال: إدخال طعام على طعام، قال: ما تقول في الشراب؟ قال: أطيبه أهنأه وأرقّه أمرؤه لا تشربه صرفا فيورثك صداعا، ويثير عليك من الأدواء أنواعا، قال: فما تقول في الفواكه؟ قال كلها في إقبالها واتركها إذا أدبرت. قال ففي أي الأوقات الإتيان أفضل؟ قال عند إدبار الليل. قال: ولم قال يكون الجوف أخلى، والنفس أهدا والقلب أشهى، والحرّ أدفا. فقال له كسرى: لله درّك من أعرابيّ لقد أعطيت علماً وأحسنت وصفاً وفهما. وأمر بتدوين ما نطق به».

### كلام الحارث مع كسرى
| كلام الحارث بن كلدة الثقفي مع كسرى أنوشروان هو الحوار الذي دار بينه وبين كسرى، وقد ذكر ابن أبي أصيبعة هذا الحوار كاملا، قال: وكانت للحرث معالجات كثيرة ومعرفة بما كانت العرب تعتاده وتحتاج إليه من المداواة وله كلام مستحسن فيما يتعلق بالطب وغيره. ثم ساق الحوار بعنوان: «كلام الحارث مع كسرى» فقال: «من ذلك أنه لما وفد على كسرى أنو شروان أذن له بالدخول عليه فلما وقف بين يديه منتصبا قال له: من أنت؟ قال: أنا الحرث بن كلدة الثقفي، قال فما صناعتك؟ قال: الطب، قال: أَعربيّ أنت؟ قال: نعم من صميمها وبحبوحة دارها، قال: فما تصنع العرب بطبيب مع جهلها وضعف عقولها وسوء أغذيتها؟ قال: أيها الملك إذا كانت هذه صفتها كانت أحوج إلى من يصلح جهلها ويقيم عوجها ويسوس أبدانها ويعدل أمشاجها فإن العاقل يعرف ذلك من نفسه ويمز موضع دائه ويحتزر عن الأدواء كلها بحسن سياسته لنفسه، قال كسرى: فكيف تعرف ما تورده عليها ولو عرفت الحلم لم تنسب إلى الجهل؟ قال: الطفل يناغي فيداوى والحية ترقى فتحاوى، ثم قال: أيها الملك العقل من قسم الله تعالى قسمه بين عباده كقسمة الرزق فيهم فكل من قمسته أصاب وخص بها قوم وزاد فمنهم مثر ومعدم وجاهل وعالم وعاجز وحازم وذلك تقدير العزيز العليم، فأعجب كسرى من كلامه ثم قال: فما الذي تحمد من أخلاقها ويعجبك من مذاهبها وسجاياها قال الحرث أيها الملك لها أنفس سخية وقلوب جرية ولغة فصيحة وألسن بليغة وأنساب صحيحة وأحساب شريفة يمرق من أفواههم الكلام مروق السهم من نبعة الرام أعذب من هواء الربيع وألين من سلسبيل المعين مطعموا الطعام في الجدب وضاربوا الهام في الحرب، لا يرام عزهم ولا يُضام جارهم، ولا يستباح حريمهم، ولا يذل أكرمهم، ولا يقرون بفضل للأنام إلا للملك الهمام الذي لا يقاس به أحد ولا يوازيه سوقة ولا ملك، فاستوى كسرى جالسا، وجرى ماء رياضة الحلم في وجهه لما سمع من محكم كلامه وقال لجلسائه أني وجدته راجحا ولقومه مادحا وبفضيلتهم ناطقا وبما يورده من لفظه صادقا وكذا العاقل من أحكمته التجارب، ثم أمره بالجلوس فجلس فقال: كيف بصرك بالطب؟ قال: ناهيك قال: فما أصل الطب؟ قال: الأزم قال: فما الأزم؟ قال ضبط الشفتين والرفق باليدين قال: أصبت وقال فما الداء الدوي؟ قال: إدخال الطعام على الطعام هو الذي يفني البرية ويهلك السباع في جوف البرية، قال: أصبت وقال: فما الجمرة التي تصطلم منها الأدواء؟ قال: هي التخمة وإن بقيت في الجوف قتلت وإن تحللت أسقمت قال: صدقت وقال فما تقول في الحجامة؟ قال: في نقصان الهلال في يوم صحو لا غيم فيه والنفس طيبة والعروق ساكنة لسرور يفاجئك وهم يباعدك قال: فما تقول في دخول الحمام؟ قال: لا تدخله شبعانا ولا تغش أهلك سكرانا ولا تقم بالليل عريانا ولا تقعد على الطعام غضبانا وارفق بنفسك يكن أرخى لبالك وقلل من طعامك، قال ما لزمتك الصحة فاجتنبه فإن هاج داء فاحسمه بما يردعه قبل استحكامه فإن البدن بمنزلة الأرض إن أصلحتها عمرت وإن تركتها خربت، قال: فما تقول في الشراب قال: أطيبه أهنأه وأرقه أمرؤه وأعذبه أشهاده، لا تشربه صرفا فيورثك صداعا وتثير عليك من الأدواء أنواعا، قال فأي اللحمان أفضل؟ قال: الضأن الفتي، والقديد المالح مهلك للآكل، واجتنب لحم الجزور والبقر قال: فما تقول في الفواكه؟ قال: كلها في إقبالها وحين أوانها واتركها إذا أدبرت وولت وانقضى زمانها، وأفضل الفواكه الرمان والأترج، وأفضل الرياحين الورد والبنفسج، وأفضل البقول الهندباء والخس، قال: فما تقول في شرب الماء؟ قال: هو حياة البدن وبه قوامه ينفع ما شرب منه بقدر وشربه بعد النوم ضرر أفضله أمرؤه وأرقه أصفاه ومن عظام أنهار البارد الزلال لم يختلط بماء الآجام والآكام ينزل من صرادح المسطان ويتسلل عن الرضراض وعظام الحصى في الإيفاع، قال: فما طعمه قال: لا يوهم له طعم إلا أنه مشتق من الحياة، قال: فما لونه؟ قال: اشتبه على الأبصار لونه؛ لأنه يحكي لون كل شيء يكون فيه، قال: أخبرني عن أصل الإنسان ما هو؟ قال: أصله من حيث شرب الماء يعني رأسه، قال: فما هذا النور في العينين مركب من ثلاثة أشياء فالبياض شحم والسواد ماء والناظر ريح، قال: فعلى كم جبل وطبع هذا البدن؟ قال على أربع طبائع المرة السوداء وهي باردة يابسة والمرة الصفراء وهي حارة يابسة والدم وهو حار رطب والبلغم وهو بارد رطب، قال: فلم لم يكن من طبع واحد؟ قال: لو خلق من طبع واحد لم يأكل ولم يشرب ولم يمرض ولم يهلك قال: فمن طبيعتين لو كان اقتصر عليهما قال: لم يجز لأنهما ضدان يقتتلان قال: فمن ثلاث؟ قال: لم يصلح موافقان ومخالف فالأربع هو الاعتدال والقيام قال: فأجمل لي الحار والبارد في أحرف جامعة قال كل حلو حار وكل حامض بارد وكل حريف حار وكل مر معتدل وفي المر حار وبارد قال فاضل ما عولج به المرة الصفراء قال كل بارد لين قال فالمرة السوداء قال لين قال والبلغم قال كل حار يابس قال والدم قال إخراجه إذا زاد وتطفئته إذا سخن بالأشياء الباردة اليابسة قال فالرياح قال بالحقن اللينة والأدهان الحارة اللينة قال: أفتأمر بالحقنة؟ قال: نعم قرأت في بعض كتب الحكماء أن الحقنة تنقي الجوف وتكسح الأدواء عنه والعجب لمن احتقن كيف يهرم أو يعدم الولد وأن الجهل كل الجهل من أكل ما قد عرف مضرته ويؤثر شهوته على راحة بدنه، قال فما الحمية: قال الاقتصاد في كل شيء فإن الأكل فوق المقدار يضيق على الروح ساحتها ويسد مسامها قال: فما تقول في النساء وإتياتهن؟ قال كثرة غشيانهن رديء وإياك وإتيان المرأة المسنة فإنها كالشن البالي تجذب قوتك وتسقم بدنك ماؤها سم قاتل ونفسها موت عاجل تأخذ منك الكل ولاتعطيك البعض والشابة ماؤها عذب زلال و عناقها غنج ودلال فوها بارد وريقها عذب ريحها طيب وهنها ضيق تزيدك قوة إلى قوتك ونشاطا إلى نشاطك، قال: فأيهن القلب إليها أميل والعين برؤيتها أسر؟ قال: إذا أصبتها المديدة القامة العظيمة الهامة واسعة الجبين أقناة العرنين كحلاء لعساء صافية الخد عريضة الصدر مليحة النحر في خدها رقة وفي شفتيها لعس مقرونة الحاجبين ناهدة الثديين لطيفة الخصر والقدمين بيضاء فرغاء جعدة غضة بضة تخالها في الظلمة بدرا زاهرا تبسم عن أقحوان وعن مبسم كالأرجوان كأنها بيضة مكنونة ألين من الزبد وأحلى من الشهد وأنزه من الفردوس والخلد وأزكى ريحا من الياسمين والورد تفرح بقربها وتسرك الخلوة معها قال فاستضحك كسرى حتى اختلجت كتفاه وقال ففي أي الأقات إتياتهن أفضل قال عند إدبار الليل يكون الجوف أخلى والنفس أهدى والقلب أشهى والرحم أدفى فإن أردت الاستمتاع بها نهارا تَسرح عينُك في جمال وجهها، ويجتني فوك من ثمرات حسنها، ويعي سمعُك من حلاوة لفظها، وتسكن الجوارح كلها إليها، قال كسرى: للَّه درك من أعرابي، لقد أعطيت علما وخصصت فطنة وفهما وأحسن صلته وأمر بتدوين ما نطق به». |
| —عيون الأنباء. |

## وفاته
لم يذكر في التراجم تاريخ محدد لوفاة الحارث بن كلدة ولا لميلاده، حيث كانت كتابة التاريخ في تلك الفترات شبه مفقودة، لكن تذكر المصاد أنه سافر إلى اليمن وفارس وغيرها وتعلم الطب ثم امتهن الطب في بلاد الفرس وبعد أن عاد إلى بلاده كل ذلك في زمن الجاهلية وقبل الإسلام، وعاش بعد أن ظهر الأسلام، ويمكن القول: أنه عاش في زمن الجاهلية وأدرك زمن الإسلام، ووقع الخلاف في قدر المدة التي عاشها في العصر الإسلامي، فقد ذكر ابن الأثير عند ترجمته للحارث ابن الحارث بن كلدة فقال: «وأما أبوه الحارث بن كلدة فمات في أول الإسلام»،
قال ابن أبي أصيبعة في تاريخ الأطباء: «كان من الطائف، وسافر البلاد وتعلّم الطب وبقي أيام رسول الله صلى الله عليه وسلم وأيام أبي بكر وعمر وعثمان وعلي بن أبي طالب ومعاوية رضي الله عنهم، ولما عاد رسول الله صلى الله عليه وسلم سعد بن أبي وقاص قال: «ادعوا له الحارث فإنه رجل يطبُّ»، فلما عاده الحارث قال: ليس عليه باس اتخذوا له فريقة بشيء من تمر عجوة يطحنان فتحسّاها فحصل له البرء».
قال القفطي: ««قال أبو عمر ومات الحارث بن كلدة في أول الإسلام ولم يصح إسلامه، قال وأمر رسول الله صلى الله عليه وسلم سعد بن أبي وقاص بأن يأتيه فيستوصفه في مرض نزل به فيدل أنه جائز أن يشاور أهل الكفر في الطب إذ كان من أهله والله أعلم». وكان الحارث بن كلدة يضرب العود تعلم ذلك أيضا بفارس واليمن وبقي إلى زمن معاوية فقال له معاوية: ما الطب يا حارث؟ فقال: الأزم يا معاوية يعني: الجوع».

## سبب وفاته
كانت وفاة الحارث بن كلدة بسبب السم، ووقع الخلاف في ذلك بسبب الاختلاف في تاريخ وفاته، وأقرب ما جاء في سبب وفاته أنه مات مسموما، فبعض المصادر لم تذكر سببا لوفاته، وذكر في بعضها سبب وفاته بالسم، فقد روى ابن جرير الطبري والحاكم وابن سعد في سبب وفاة أبي بكر الصديق أول الخلفاء الراشدين، أهدي لأبي بكر طعاما مسموما فأكل منه هو والحارث بن كلدة فماتا بعد سنة بسببه، قال أبو جعفر الطبري[ ؟ ] في ذكر مرض أبي بكر ووفاته: حدثني أبو زيد عن على بن محمد، بإسناده الذي قد مضى ذكره قالوا: توفي أبو بكر وهو ابن ثلاث وستين سنة في جمادى الآخرة يوم الإثنين لثمان بقين منه. قالوا: وكان سبب وفاته أن اليهود سمته في أرزة، ويقال في جذيذة، وتناول معه الحارث بن كلدة منها، ثم كف وقال لأبي بكر: «أكلت طعاماً مسموما سم سنة». فمات بعد سنة، ومرض خمسة عشر يوماً، فقيل له: لو أرسلت إلى الطبيب، فقال: قد رآني، قالوا: فما قال لك؟ إني أفعل ما أشاء. قال أبو جعفر: ومات عتاب بن أسيد بمكة في اليوم الذي مات فيه أبو بكر -وكانا سما جميعاً- ثم مات عتاب بمكة.
قال ابن سعد[ ؟ ]: قال أخبرنا الفضل بن دكين قال أخبرنا مالك بن مغول عن أبي السفر قال مرض أبو بكر فقالوا ألا ندعو الطبيب، فقال قد رآني فقال: إني فعال لما أريد، قال أخبرنا روح بن عبادة قال أخبرنا هشام بن أبي عبد الله عن قتادة قال بلغني أن أبا بكر قال وددت أني خضرة تأكلني الدواب. قال أخبرنا عبد العزيز بن عبد الله الأويسي قال حدثني الليث بن سعد عن عقيل عن ابن شهاب أن أبا بكر والحارث بن كلدة كانا يأكلان خزبرة أهديت لأبي بكر فقال الحارث لأبي بكر: «ارفع يدك يا خليفة رسول الله، والله إن فيها لسم سنة، وأنا وأنت نموت في يوم واحد»، قال: فرفع يده فلم يزالا عليلين حتى ماتا في يوم واحد عند انقضاء السنة.
قال السيوطي في تاريخ الخلفاء: أخرج سيف والحاكم عن ابن عمر قال: كان سبب موت أبي بكر وفاة رسول الله صلى الله عليه وسلم كمد فما زال جسمه يجري حتى مات يجري: أي ينقص. وأخرج ابن سعد والحاكم بسند صحيح عن ابن شهاب أن أبا بكر والحارث بن كلدة كانا يأكلان خزيرة أهديت لأبي بكر، فقال الحارث لأبي بكر: ارفع يدك يا خليفة رسول الله، والله إن فيها لسم سنة، وأنا وأنت نموت في يوم واحد، فرفع يده فلم يزالا عليلين حتى ماتا في يوم واحد عند انقضاء السنة.
وأخرج الحاكم عن الشعبي قال: ماذا نتوقع من هذه الدنيا الدنية وقد سم رسول الله صلى الله عليه وسلم وسم أبو بكر.
وفي تاريخ دمشق لابن عساكر: عن ابن شهاب أن أبا بكر والحارث بن كلدة كانا يأكلان خزيرة أهديت لأبي بكر فقال الحارث لأبي بكر: ارفع يدك يا خليفة رسول الله صلى الله عليه وسلم والله إن فيها لسم سنة، وأنا وأنت نموت في يوم واحد، قال: فرفع يده فلم يزالا عليلين حتى ماتا في يوم واحد عند انقضاء السنة.
وقد ذكر ابن حجر سبب وفاته بصيغة التمريض بلفظ: «يقال»، وأورد ذلك بقوله: ويقال إن سبب موته أنه نظر إلى حية فقال إن العالم ربما قام علمه له مقام الدواء وأجزأت حكمته موضع الترياق فقيل له يا أبا وائل ألا تأخذ هذه بيدك فحملته النخوة أن مد يده إليها فنهشته فوقع سريعا فما برحوا حتى مات.